# Dế mèn
Họ Dế mèn (danh pháp khoa học: Gryllidae) là một họ côn trùng trong Bộ Cánh thẳng và có quan hệ gần với Phân bộ Châu chấu (Caelifera). Các thành viên họ này nói chung có cơ thể hình trụ, đầu tròn, và một cặp râu dài giống như anten roi. Cuối phần bụng có một cặp cerci (một loại phần phụ), con mái còn có một ovipositor (cơ quan dùng để đẻ trứng) dài. Chân sau thích hợp cho việc nhảy. Cặp cánh trước được chuyên biệt hóa thành một dạng cánh bảo vệ, cặp cánh sau có dạng màng, và được gập lại khi không sử dụng. Tuy nhiên, vài loài không có cánh. Các thành viên lớn nhất thuộc chi Brachytrupes, đặt chiều dài 5 cm (2 in).
Có hơn 900 loài thuộc họ Dế mèn; chúng phân bố toàn cầu tại nơi có vĩ độ từ 55°Bắc đến 55°Nam, với độ đa dạng cao nhất là ở các miền nhiệt đới. Chúng xuất hiện tại nhiều môi trường, từ đồng cỏ, bụi rậm, và rừng tới đầm lầy, bãi biển và hang động. Các loài dế mèn đa số sống về đêm, và con trống có tiếng gáy to dai dẳng để thu hút con mái, dù vài loài không gáy được.
Trong văn hóa, dế mèn được phản ánh qua câu chuyện Dế mèn phiêu lưu ký của nhà văn Tô Hoài. Hình ảnh dế mèn cũng được phác họa qua tác phẩm nổi tiếng Kamen Rider.

## Nhánh học và phân loại

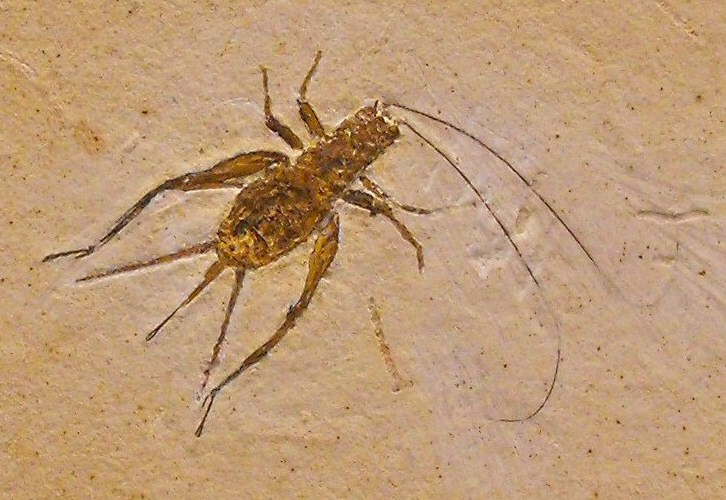
Hóa thạch dế mèn có niên đại từ thời kỳ kỷ Creta tại Brazil

Mối quan hệ phát sinh loài của họ Gryllidae, được Darryl Gwynne tóm tắt năm 1995 từ những nghiên cứu của chính ông (từ các đặc điểm giải phẫu) và của các tác giả trước đó, được biểu diễn bằng cây phát sinh loài dưới đây, Orthoptera được chia làm hai nhóm chính, Ensifera (dế mèn sensu lato) và Caelifera (châu chấu). Hóa thạch Ensifera được tìm thấy từ thời kỳ Carbon muộn (300 Mya), còn dế mèn thực sự, Gryllidae từ thời kỳ kỷ Trias (250 tới 200 Mya).
Cây phát sinh loài của Gwynne, 1995:
| Grylloidea | \| \| Gryllidae (dế mèn thực sự) \| \| \| \| \| \| dế trũi, Mogoplistidae và dế kiến \| \| \| \| |
|            | \| \| Gryllidae (dế mèn thực sự) \| \| \| \| \| \| dế trũi, Mogoplistidae và dế kiến \| \| \| \| |
|            | Schizodactylidae                                                                                 |
|            |                                                                                                  |
|            | Gryllidae (dế mèn thực sự)                                                                       |
|            |                                                                                                  |
|            | dế trũi, Mogoplistidae và dế kiến                                                                |
|            |                                                                                                  |

|  | Gryllidae (dế mèn thực sự)        |
|  |                                   |
|  | dế trũi, Mogoplistidae và dế kiến |
|  |                                   |

| Grylloidea | \| \| Gryllidae (dế mèn thực sự) \| \| \| \| \| \| dế trũi, Mogoplistidae và dế kiến \| \| \| \| |
|            | \| \| Gryllidae (dế mèn thực sự) \| \| \| \| \| \| dế trũi, Mogoplistidae và dế kiến \| \| \| \| |
|            | Schizodactylidae                                                                                 |
|            |                                                                                                  |
|            | Gryllidae (dế mèn thực sự)                                                                       |
|            |                                                                                                  |
|            | dế trũi, Mogoplistidae và dế kiến                                                                |
|            |                                                                                                  |

|  | Gryllidae (dế mèn thực sự)        |
|  |                                   |
|  | dế trũi, Mogoplistidae và dế kiến |
|  |                                   |

| Grylloidea | \| \| Gryllidae (dế mèn thực sự) \| \| \| \| \| \| dế trũi, Mogoplistidae và dế kiến \| \| \| \| |
|            | \| \| Gryllidae (dế mèn thực sự) \| \| \| \| \| \| dế trũi, Mogoplistidae và dế kiến \| \| \| \| |
|            | Schizodactylidae                                                                                 |
|            |                                                                                                  |
|            | Gryllidae (dế mèn thực sự)                                                                       |
|            |                                                                                                  |
|            | dế trũi, Mogoplistidae và dế kiến                                                                |
|            |                                                                                                  |

|  | Gryllidae (dế mèn thực sự)        |
|  |                                   |
|  | dế trũi, Mogoplistidae và dế kiến |
|  |                                   |

| Grylloidea | \| \| Gryllidae (dế mèn thực sự) \| \| \| \| \| \| dế trũi, Mogoplistidae và dế kiến \| \| \| \| |
|            | \| \| Gryllidae (dế mèn thực sự) \| \| \| \| \| \| dế trũi, Mogoplistidae và dế kiến \| \| \| \| |
|            | Schizodactylidae                                                                                 |
|            |                                                                                                  |
|            | Gryllidae (dế mèn thực sự)                                                                       |
|            |                                                                                                  |
|            | dế trũi, Mogoplistidae và dế kiến                                                                |
|            |                                                                                                  |

|  | Gryllidae (dế mèn thực sự)        |
|  |                                   |
|  | dế trũi, Mogoplistidae và dế kiến |
|  |                                   |

Dế đực cánh màu nâu pha đen, không bóng mượt. Dế đực bụng nhỏ hơn. Dế đực không có máng đẻ trứng. Dế đực kêu để ve vãn con cái. Dế cái cánh màu đen, bóng mượt. Dế cái bụng to hơn vì bụng dế cái có trứng. Dế cái có máng đẻ trứng ở phần đuôi, giống cái kim khâu quần áo dể dế cái cắm xuống đất đẻ trứng. Dế cái không kêu được.
Hiện có hơn 900 loài thuộc Gryllidae (dế mèn thực sự). Họ này được chia ra các phân họ, và các chi tuyệt chủng (không được đặt vào phân họ nào) sau đây:
| - Nhóm phân họ Gryllinae Laicharting, 1781 - Gryllinae Laicharting, 1781 - Chi điển hình Gryllus - Gryllomiminae Gorochov, 1986 - Gryllomorphinae Saussure, 1877 - Gryllospeculinae † Gorochov, 1985 - Itarinae Shiraki, 1930 - Landrevinae Gorochov, 1982 - Sclerogryllinae Gorochov, 1985 - Nhóm phân họ Podoscirtinae - Euscyrtinae Gorochov, 1985 - Hapithinae Gorochov, 1986 - Pentacentrinae Saussure, 1878 - Podoscirtinae Saussure, 1878 - Nhóm phân họ Phalangopsinae - Cachoplistinae Saussure, 1877 - Luzarinae Hebard, 1928 - Paragryllinae Desutter-Grandcolas, 1987 - Phalangopsinae Blanchard, 1845 - Phaloriinae Gorochov, 1985 - Pteroplistinae Chopard, 1936 | - Phân họ Eneopterinae Saussure, 1893 - Phân họ Nemobiinae Saussure, 1877 - Phân họ Oecanthinae Blanchard, 1845 - Phân họ Trigonidiinae Saussure, 1874 - Chi Gryllidium † Westwood, 1854 - Chi Liaonemobius † Ren, 1998 - Chi Lithogryllites † Cockerell, 1908 - Chi Menonia † George, 1936 - Chi Nanaripegryllus † Martins-Neto, 2002 |  |

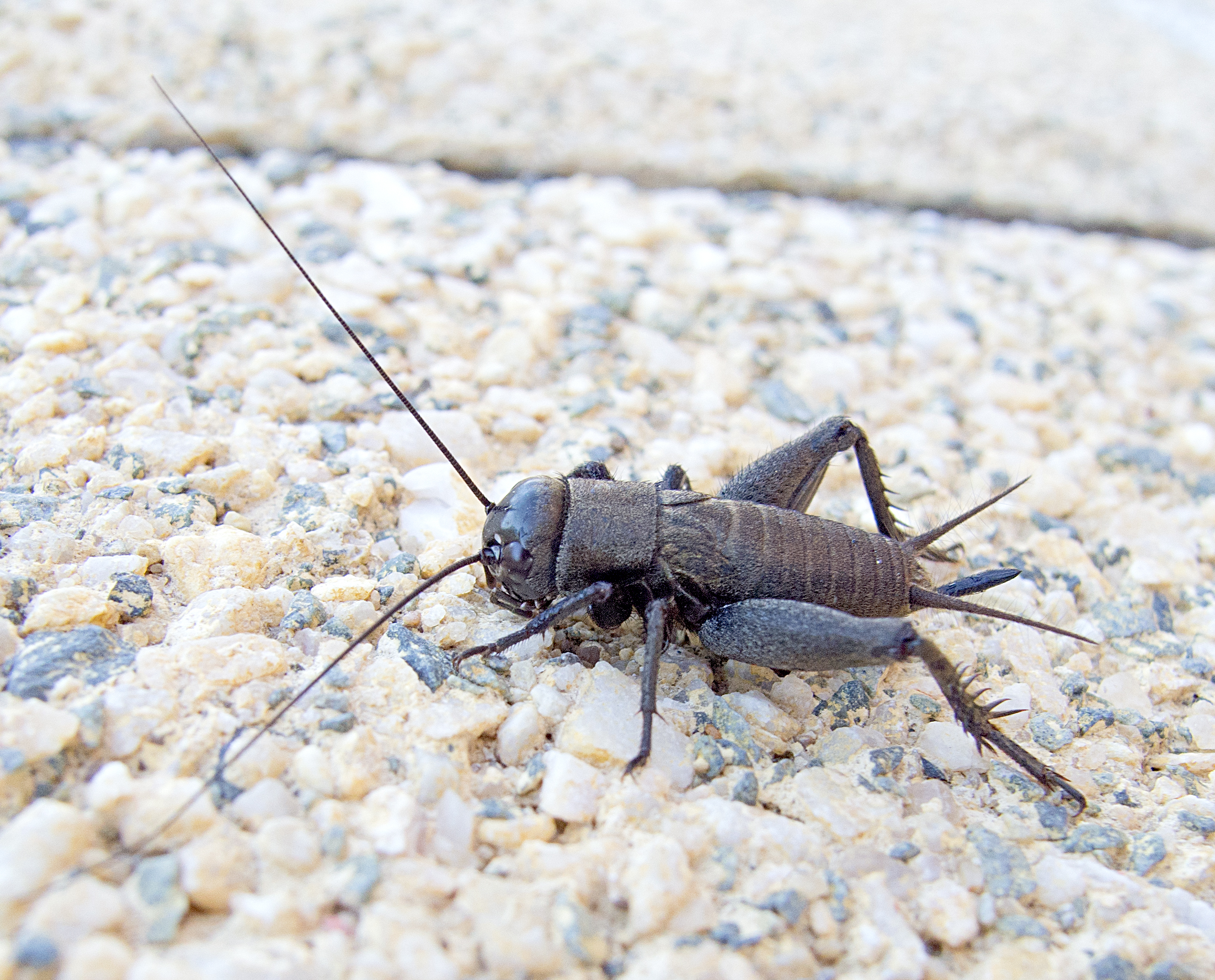
Gryllus campestris

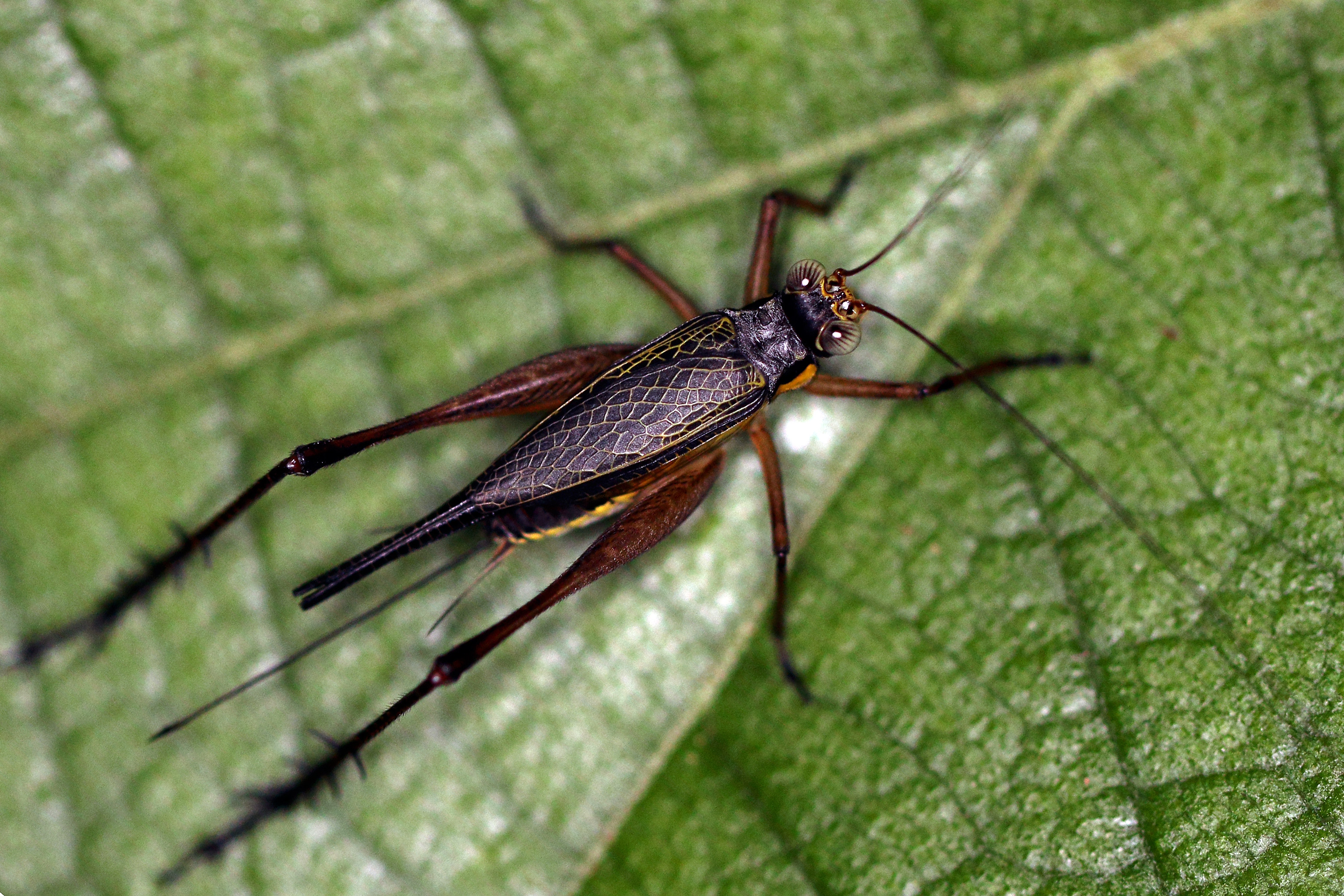
Nisitrus vittatus

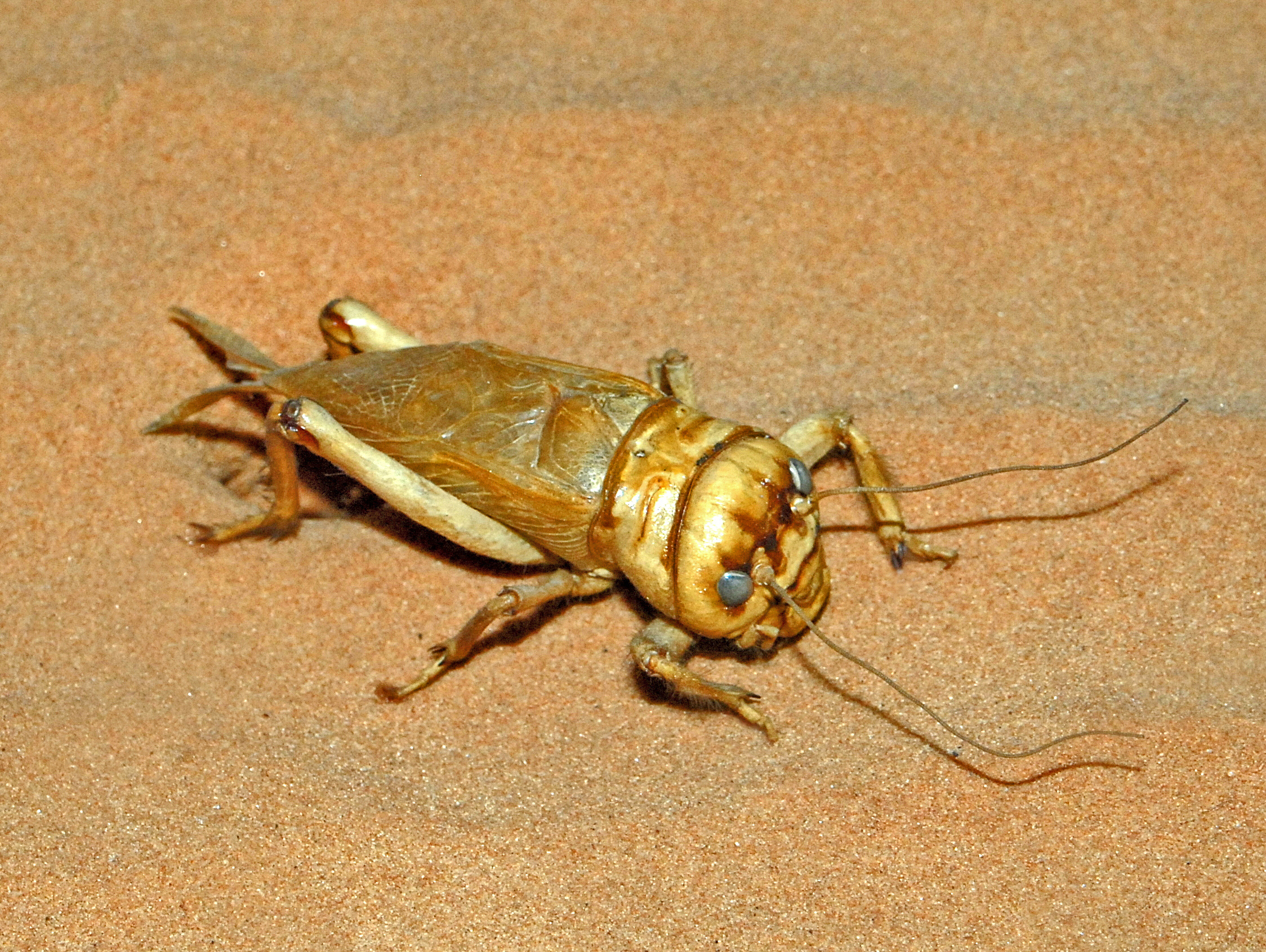
Brachytrupes megacephalus

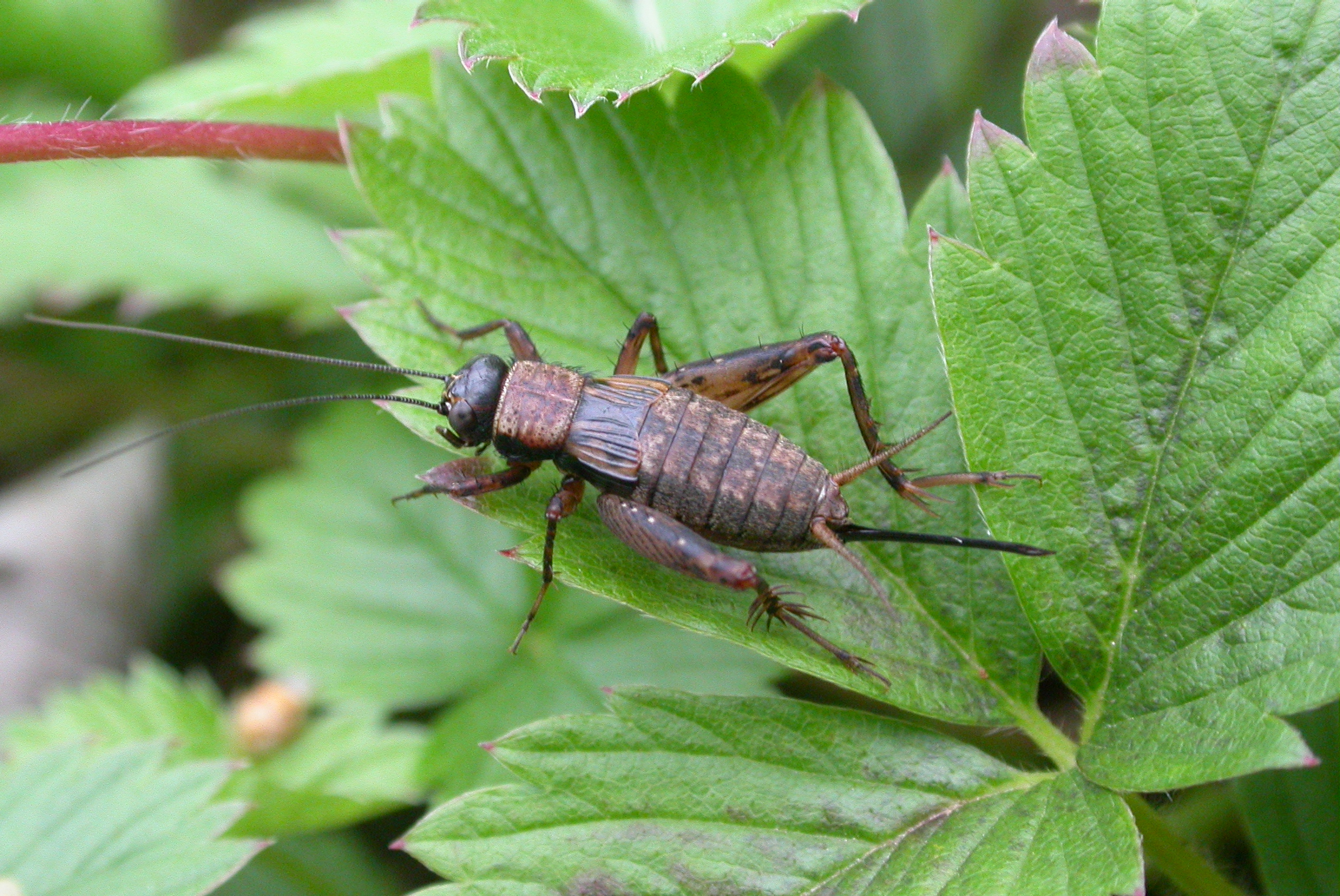
Nemobius sylvestris